# Karl Müller (Widerstandskämpfer, 1904)

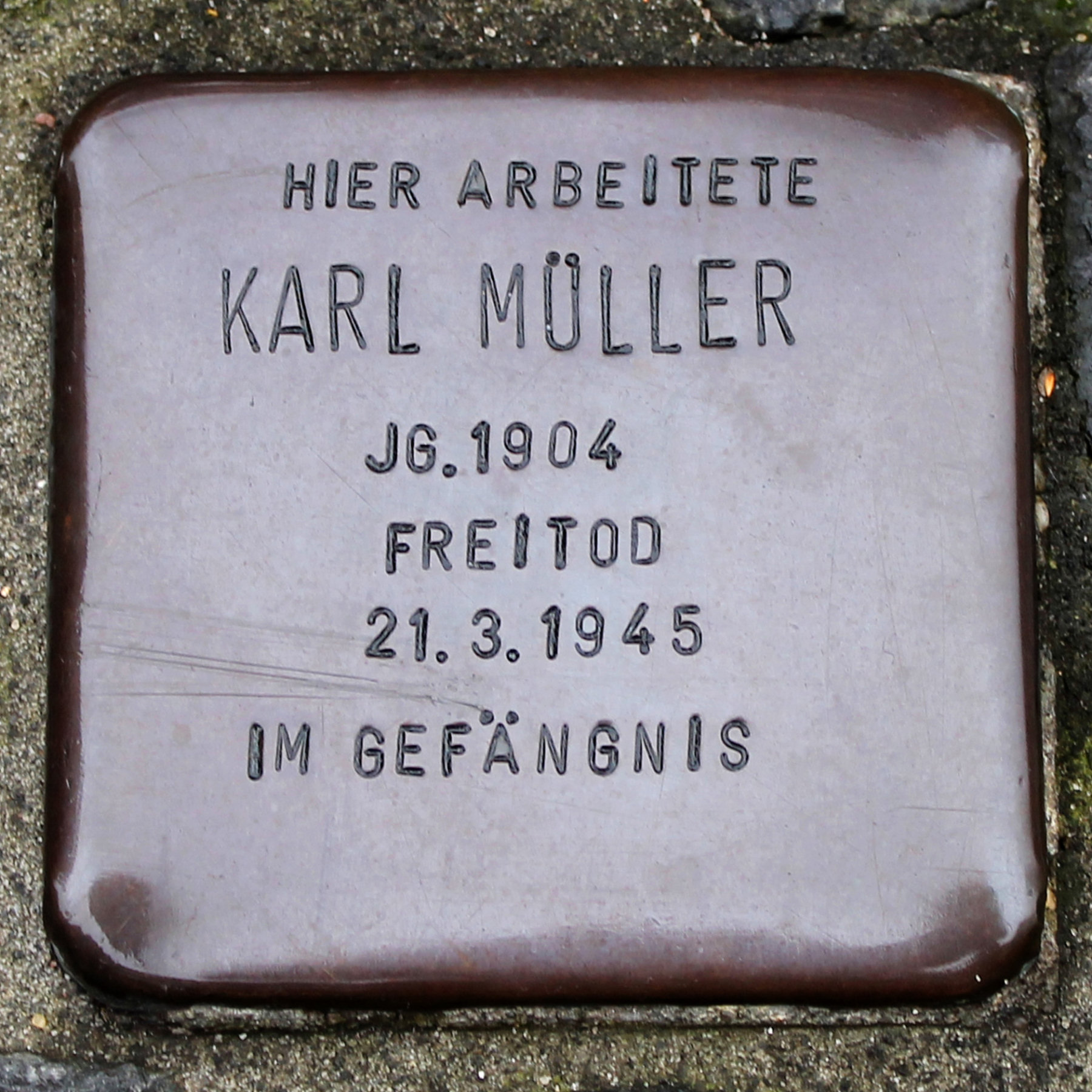
Stolperstein für Karl Müller in Berlin-Moabit

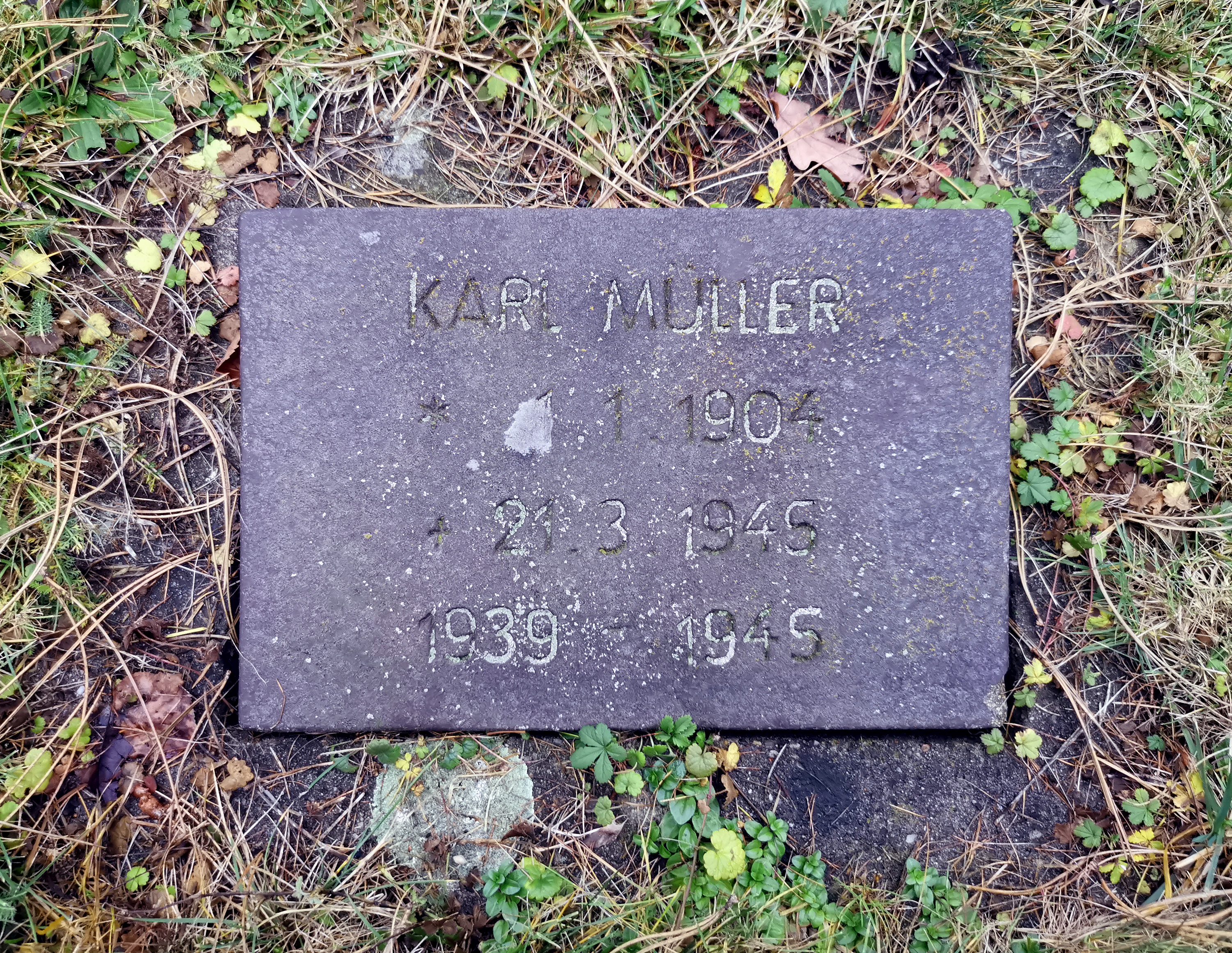
Grab auf dem Friedhof Pankow VII in Berlin-Wilhelmsruh (Abt. 7)

Karl Müller (* 1. Januar 1904 in Berlin; † 21. März 1945 ebenda) war ein deutscher Widerstandskämpfer der KPD und der Revolutionären Gewerkschafts-Opposition.

## Leben
Karl Müller war gelernter Schlosser und trat der KPD sowie der Revolutionären Gewerkschafts-Opposition bei. Verheiratet war er seit 1928 mit Gertrude Milletat. Das Paar hatte einen Sohn. Er arbeitete zunächst bei General Motors. Auf Grund seines politischen und gewerkschaftlichen Engagements wurde er jedoch entlassen. 1935 wurde er bei der AEG-Turbinenfabrik in Berlin-Moabit beschäftigt. Während der Zeit des Nationalsozialismus unterstützte er illegale gewerkschaftliche Aktionen. Er verbreitete Flugblätter und sammelte Geld für Angehörige politisch Verfolgter.
Seine Wohnung diente als konspirativer Treffpunkt, unter anderem für die Widerstandsgruppe um Robert Uhrig. Am 24. Februar 1945 wurde er von der Gestapo festgenommen und gefoltert. Unter dem Druck der Verhöre verriet er seine Genossen im Betrieb. Die Aussagen nahm er teilweise vor Gericht wieder zurück. Er und sechs seiner Kollegen wurden zum Tode verurteilt. Bevor der Exekutionsbefehl vollstreckt werden konnte, erhängte sich Karl Müller in der Nacht auf den 21. März, kurz nach seinem Prozess, in seiner Zelle im Zellengefängnis Lehrter Straße.
Im April 2003 wurde Karl Müller mit einem Stolperstein geehrt. Dieser befindet sich nicht an seiner Wohnstätte, sondern auf dem Betriebsgelände des Siemens AG Gasturbinenwerks Berlin in der Huttenstraße 12. Eine Gedenktafel wurde an der Hauptstraße 57 in Berlin-Wilhelmsruh angebracht. Diese wurde zwischenzeitlich entfernt.